# David Taylor (Fußballspieler, 1883)
David Taylor (* 29. September 1883 in Govan; † 6. August 1949 in Bridge of Allan) war ein schottischer Fußballspieler und -trainer. In seiner aktiven Karriere als Spieler gewann er zweimal den FA Cup in England sowie zwei Meisterschaften, jeweils eine in England und Schottland.

## Karriere
David Taylor wurde im Jahr 1883 in Govan einem District von Glasgow geboren. Er begann seine Karriere bei den Glasgow Rangers, für die er bis zum Jahr 1910 spielte. Taylor wechselte noch im selben Jahr nach England zu Bradford City. Mit den Bantams gewann er am 26. April 1911 das Endspiel um den FA Cup gegen Newcastle United. Bereits sieben Monate nach dem Pokalsieg wechselte Taylor innerhalb von England zum FC Burnley. Bei den Weinroten spielte er bis in die 1920er Jahre und gewann im Jahr 1914 den FA Cup und 1921 die englische Meisterschaft. Während seiner Zeit in Burnley spielte Taylor kurzzeitig als Gastspieler bei den Glasgow Rangers und Celtic Glasgow. Kurz bevor er seinen Vertrag bei Celtic am 31. Dezember 1918 unterschrieben hatte, war er zeitweise in der Artillerie im Ersten Weltkrieg im Einsatz. Mit Celtic gewann er in der Spielzeit 1918/19 die Meisterschaft in Schottland. Er absolvierte nach seinem Debüt im Old-Firm-Derby gegen die Rangers am 1. Januar 1919 vier weitere Spiele. Im Sommer 1919 erlitt er einem Herzinfarkt, von der er sich wieder erholen konnte. Nachdem Taylor seine aktive Karriere als Spieler in den 1920er Jahren in Burnley beendet hatte, wurde er Trainer. Er arbeitete dabei für den FC St. Johnstone, Dunfermline Athletic und Carlisle United. Taylor starb im Jahr 1949 im Alter von 65 Jahren in Bridge of Allan.

## Erfolge
mit Bradford City:
- Englischer Pokalsieger: 1911

mit dem Burnley:
- Englischer Pokalsieger: 1914

mit Celtic Glasgow:
- Schottischer Meister: 1919